# إسكتلندا في أوائل العصر الحديث

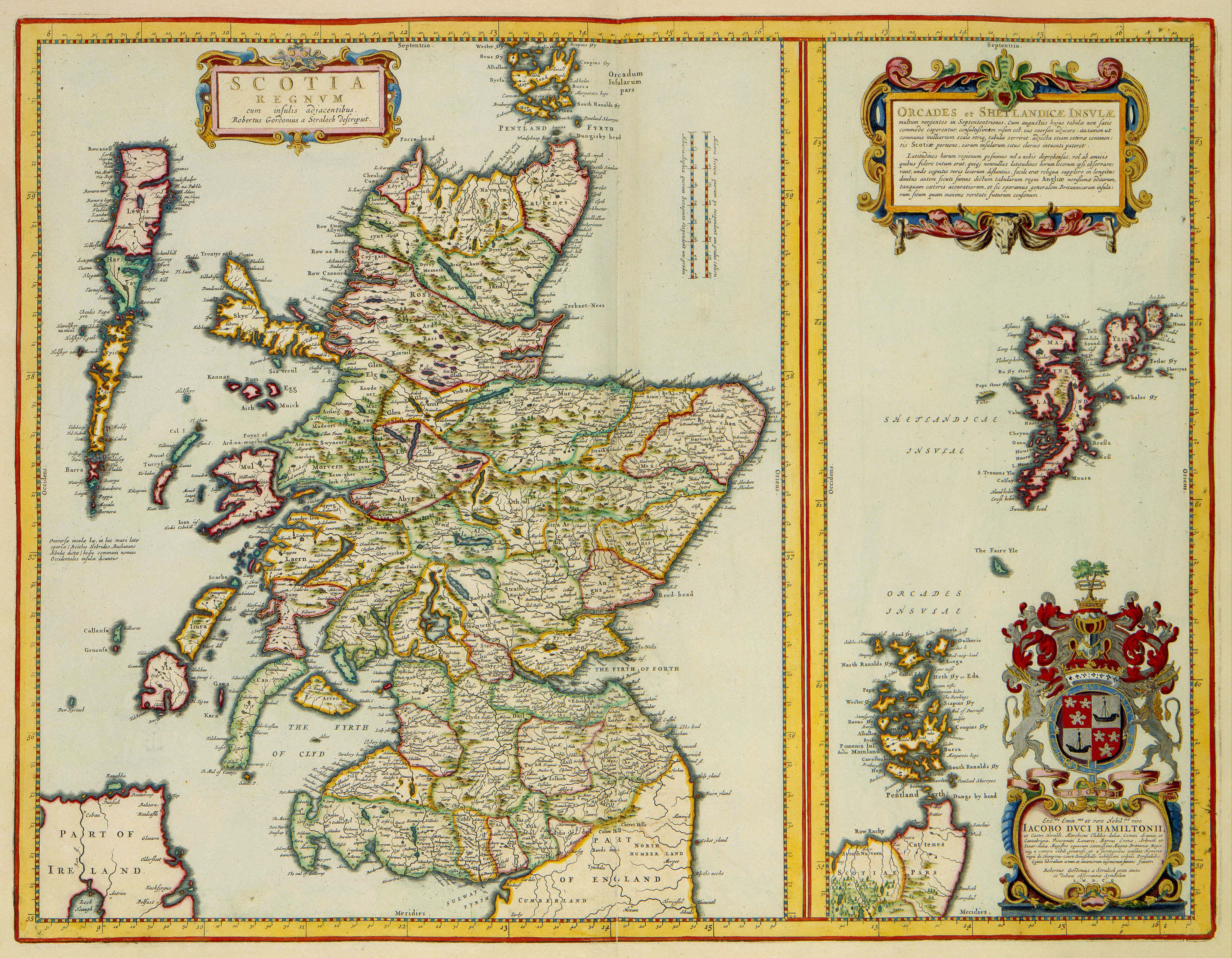

يدرس تاريخ اسكتلندا في أوائل العصر الحديث الأحداث التاريخية في اسكتلندا بين وفاة الملك جيمس الرابع عام 1513، وبداية تراجع حركة اليعاقبة في منتصف القرن الثامن عشر. تتزامن هذه الفترة تقريبًا مع أوائل العصر الحديث في أوروبا المتمثل بعصر النهضة وفترة الإصلاح الديني المسيحي وصولًا إلى الثورة الصناعية.
تنقَّلت اسكتلندا بين النفوذ الإنجليزي والفرنسي، وهو الأمر الذي انتهى بتوقيع معاهدة إدنبره عام 1560 التي أدت لانسحاب كلا الدولتين من اسكتلندا، وتركت الباب مفتوحًا لحدوث الإصلاح الديني. تأثر الإصلاح الديني الإسكتلندي بشدة بالكالفينية، ما أدى إلى انتشار الأيقونات وإدخال النظام المشيخي في التنظيم الكنسي الذي سيكون له تأثير كبير على الحياة الاسكتلندية فيما بعد. عادت الملكة ماري من فرنسا في عام 1569، لكن فترة حكمها تدهورت، واننتهت بالفضائح والقتل وبحرب أهلية في نهاية المطاف، وهو الأمر الذي أجبرها على الفرار إلى إنجلترا حيث أعدمت في وقت لاحق، وترك حكم اسكتلندا بيد خصومها البروتستانت الذين شكلوا مجلس وصاية على الملك الرضيع جيمس السادس، وفي عام 1603 ورث الملك جيمس السادس عرش إنجلترا وإيرلندا معًا، وتوحَّدت بريطانيا العظمى تحت حكم ملك واحد.
حاول تشارلز الأول بن جيمس السادس فرض المفاهيم الدينية الإنجليزية على ممالكه الأخرى، فتدهورت الأمور بسرعة، ما أدى إلى حرب الأساقفة (1637-1640) التي هزم فيها تشارلز، وشكَّلت نقطة الانطلاق لحرب الممالك الثلاث. دخل الاسكتلنديون الحرب الأهلية الإنجليزية إلى جانب البرلمان، وهو الأمر الذي ساعد على تحويل ميزان القوى لصالح قوات البرلمان على حساب الملك، ولكنهم عادوا لينضموا لجيش الملك تشارلز الأول في الحرب الأهلية الثانية والثالثة (1648-1651) وإلى جانب ابنه تشارلز الثاني بعد إعدامه، ما أدى إلى احتلال اسكتلندا على جيش البرلمان تحت قيادة أوليفر كرومويل وضمها إلى الكومنولث. عاد النظام الملكي لاسكتلندا في عام 1660، وأدى ذلك إلى عودة الأسقفية ونظام الحكم الملكي المطلق، وقاد ذلك لاضطرابات دينية وسياسية وسلسلة من الثورات. انضم الملك جيمس السابع للكاثوليكية علنًا، وهو ما أثار القلق بين البروتستانت، ولكن الأمور تغيَّرت بعد الثورة المجيدة في الفترة (1688-1889) مع وصول وليام وماري للحكم، فأعيد تطبيق النظام المشيخي وفرض القيود على الملكية. حدثت تحركات سياسية هامة بعد الكساد الاقتصادي في تسعينيات القرن التاسع عشر أدت إلى الاتحاد مع إنجلترا ضمن مملكة بريطانيا العظمى في عام 1707.
ظلت اسكتلندا بلدًا تقسمه التضاريس الطبيعية إلى مرتفعات وجزر وأراضٍ منخفصة على الرغم من وجود نظام طرق ومواصلات متطور فيها. حُصر معظم التطور الاقتصادي في اسكتلندا في الأراضي المنخفضة التي شهدت بدايات عصر الصناعة وتحسين الزراعة -لا سيما في غلاسكو- مع فتح الطرق التجارية إلى الأمريكتين، وحدثت زيادة هامة في عدد السكان وظهرت توترات اجتماعية واضحة اعتراضًا على القانون والنظام القضائي. بشَّر نمو المدارس وإصلاح الجامعات ببداية الازدهار الفكري وانطلاق عصر التنوير الإسكتلندي، وازدهر الأدب في بداية القرن السابع عشر، وتطورت العمارة والموسيقى، فواكبت العصر الجديد.

## التاريخ السياسي

### القرن السادس عشر

#### جيمس الخامس
أدت وفاة الملك جيمس الرابع في معركة فلودن في عام 1513 إلى فترة طويلة من الوصاية باسم ابنه الرضيع جيمس الخامس. أُعلن الملك جيمس الخامس بالغًا في عام 1524 ، ولكن أرشيبالد دوغلاس إيرل أنغوس السادس سيطر على حراسة الملك واحتجزه وحكم باسمه مدة ثلاث سنوات. لكن الملك الشاب تمكن من الفرار من قبضة الوصاة في عام 1528 وبدأ في الانتقام منهم ومن عائلاتهم، ثم تابع سياسة والده في إخضاع المرتفعات المتمردة والجزر الغربية والشمالية، والسيطرة على المناطق الحدودية، وانتقم بقسوة من عشيرة دوغلاس في الشمال، وأعدم جون أرمسترونغ دون محاكمة، وأحكم قبضته على السلطة.
عزز جيمس الخامس تحالف اسكتلندا مع فرنسا بزواجه من النبيلة الفرنسية مادلين من فالوا، ثم من ماري جويس بعد وفاتها. زاد جيمس الخامس إيرادات التاج عن طريق فرض ضرائب باهظة على الكنيسة قاربت 72 ألف جنيه إسترليني خلال أربع سنوات، وبدأ في بناء قصور ملكية جديدة، وتجنب القيام بتغييرات في هيكلية الكنيسة كما فعل ملك إنجلترا هنري الثامن. كانت نجاحات جيمس الخامس في السياسة الداخلية والخارجية كبيرة، ولكنه أنهاها بحملة كارثية ضد إنجلترا أدت إلى هزيمة ساحقة في معركة سولواي موس (1542)، وتوفي جيمس بعدها بوقت قصير، وقبل وفاته بيوم واحد فقط، وُلدت ابنته ماري التي أصبحت ملكة اسكتلندا فيما بعد.

#### ماري
انقسمت اسكتلندا سياسيًا في بداية عهد ماري إلى فريق مؤيد لفرنسا بقيادة الكاردينال بيتون ووالدة الملكة ماري جويس، وفريق مؤيد لإنجلترا بقيادة جيمس هاملتون الذي كان يشغل منصب إيرل إيرن. فشل الفريق المؤيد لإنجلترا في تحقيق زواج بين الملكة الطفلة ماري وإدوارد بن هنري الثامن ملك إنجلترا الذي اتفق عليه بموجب معاهدة غرينتش (1543)، أدى هذا الفشل إلى عدة حملات إنجليزية على أراضي اسكتلندا لفرض المعاهدة، أخذت هذه الحملات شكل مناوشات، ولكن في عام 1547 بعد وفاة الملك هنري الثامن انتصرت القوات الإنجليزية بقيادة الوصي على العرش إدوارد سيمور في معركة بنكي كلف واحتلت قلعة هدينغتون الاستراتيجية في الأراضي المنخفضة، ورد الاسكتلنديون على ذلك بإرسال الملكة ماري البالغة من العمر خمس سنوات إلى فرنسا عروسًا لفرانسيس وريث العرش الفرنسي، وبقيت والدتها ماري في اسكتلندا لرعاية مصالح ماري وفرنسا.
ساعد وصول القوات الفرنسية في دعم المقاومة الاسكتلندية ضد الإنجليز الذين انسحبوا من هادنغتون في سبتمبر 1549، ثم انسحبوا من اسكتلندا انسحابًا كاملًا. استولت والدة الملكة على الوصاية تمامًا اعتبارًا من عام 1554، وحافظت على التوازن عبر إعطاء بعض الحرية للمعارضة البروتستانتية، ومحاولة نزع فتيل الاستياء الشعبي من وجود القوات الفرنسية في اسكتلندا، ولكن عندما اعتلت إليزابيث الأولى عرش إنجلترا في عام 1558 بصفتها أول ملك بروتستانتي إنجليزي، طلب البروتستانت في اسكتلندا دعمًا إنجليزيًا لطرد القوات الفرنسية. أدى وصول القوات البرية الإنجليزية والأسطول الإنجليزي في عام 1560 إلى محاصرة القوات الفرنسية في ليث التي سقطت في يوليو. توفيت والدة الملكة في هذه الفترة وانسحبت القوات الفرنسية والإنجليزية من اسكتلندا بموجب معاهدة إدنبرة.

#### الإصلاح البروتستانتي
خضعت اسكتلندا لإصلاحات بروتستانتية في القرن السادس عشر، أُنشئت على إثرها كنيسة كالفينية قوية مهدت الطريق للنظام المشيخي في المستقبل وقللت بشدة من سلطة الأساقفة. بدأت تعاليم مارتن لوثر ثم جون كالفين في التأثير على اسكتلندا بقوة، وخاصة من خلال العلماء الاسكتلنديين الذين زاروا الجامعات الأوروبية والإنجليزية وتدربوا لفترات طويلة في الكهنوت الكاثوليكي، وكان تأثير اللغة الإنجليزية كبيرًا أيضًا، إذ وُزّع الإنجيل والكتب المختلفة المكتوبة باللغة الإنجليزية.
برزت عدة أسماء في مجال الإصلاح الديني من أهمهم اللوثري سكوت باتريك هاملتون، حتى إن إعدامه مع غيره من الدعاة البروتستانت في عام 1528 وإعدام جورج ويكارت أيضًا في عام 1546 -بأوامر الكاردينال بيتون- لم يوقف نمو هذه الأفكار، فاغتال أنصار ويكارت الكاردينال بيتون بعد فترة وجيزة واستولوا على قلعة سانت أندروز، وسيطروا عليها لأكثر من عام قبل أن يهزموا بمساعدة القوات الفرنسية.